# Antonello Riccio
Antonello Riccio (attivo 1576; fl. XVI secolo) è stato un pittore italiano del Rinascimento.

## Biografia

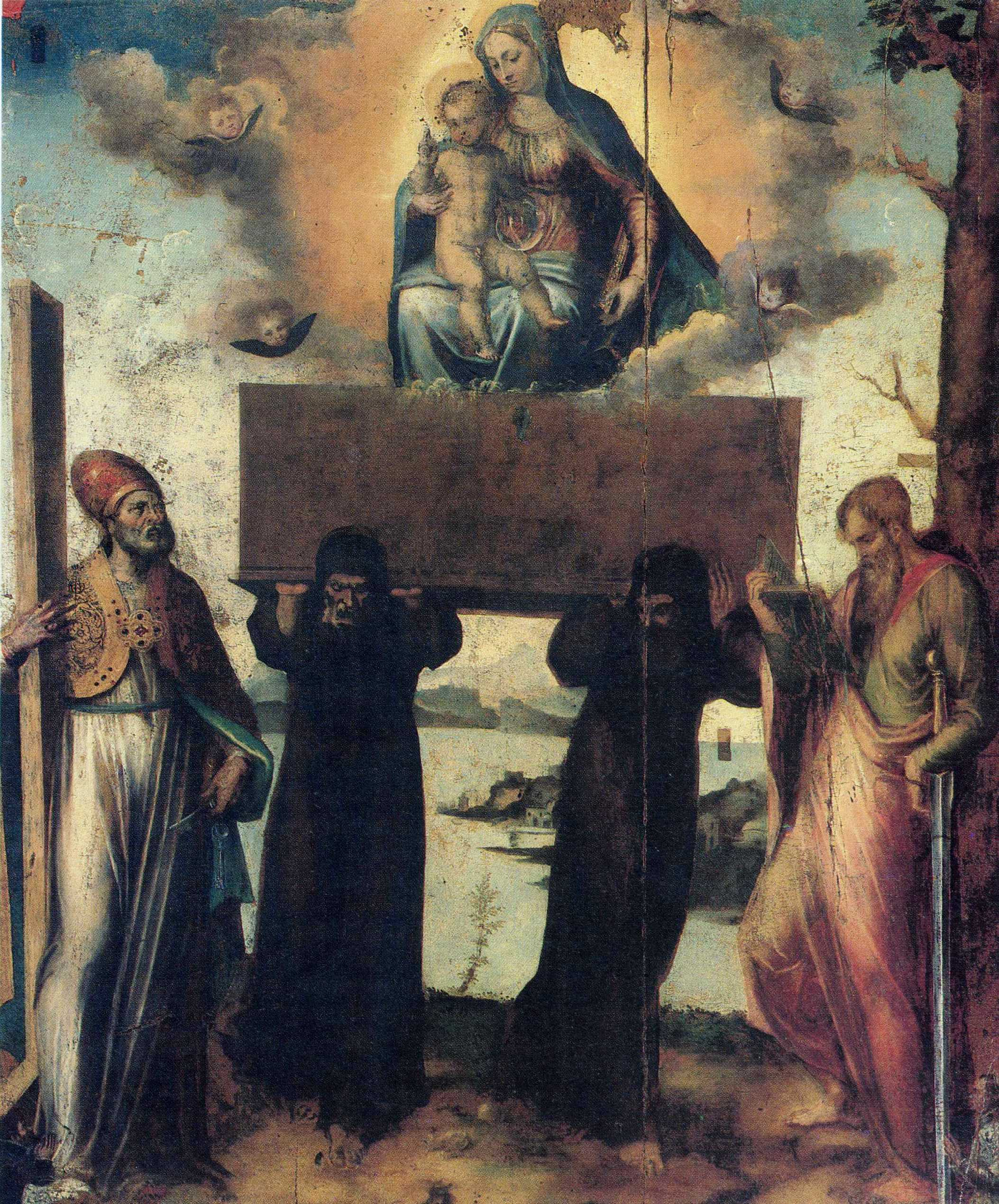
Madonna dell'Itria, chiesa di Santa Caterina di Valverde di Messina.

Antonello Riccio era il figlio del pittore Mariano Riccio di cui imitava lo stile.
Un quadro attribuito ad Antonello Riccio, raffigurante la Madonna dell'Odigitra trasportata su una cassa da religiosi basiliani fra gli apostoli San Pietro e San Paolo, è custodito a Messina nella chiesa di Santa Caterina di Valverde già tempio di Venere. Il quadro è stato donato alla chiesa nel 1981 dal rettore dell'Arciconfraternita della Santissima Trinità dei Pellegrini. Opera proveniente dall'Oratorio della Santissima Trinità, custodita dopo il terremoto del 1908 e fino al 1981 nel Museo regionale di Messina.
Una Madonna della flotta è esposta al Museo nazionale di belle arti della Valletta.

## Opere

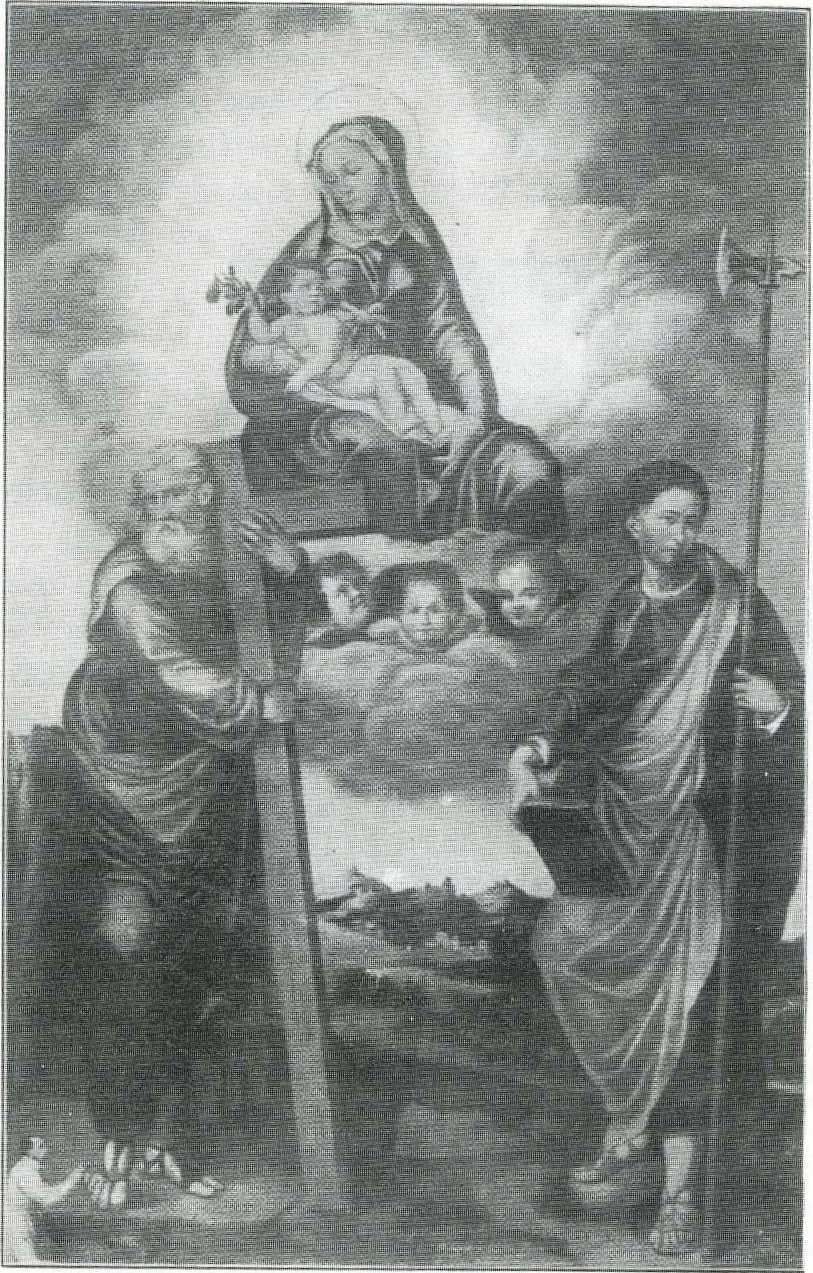
Santi Simone e Giuda, Museo regionale di Messina.

### Provincia di Messina

#### Messina
- XVI secolo, "Vergine dell'Itria", dipinto su tavola, opera documentata nella chiesa parrocchiale di Contesse.[2]
- XVI secolo, "Vergine con San Giuseppe", dipinto su tavola, opera documentata nella chiesa di San Giuseppe.[3][4]
- XVI secolo, "Vergine con Gesù Cristo", dipinto su tavola, opera documentata nella chiesa di Sant'Euno.[5]
- XVI secolo, "Discesa dello Spirito Santo sugli Apostoli", dipinto su tavola, opera documentata nella chiesa dello Spirito Santo.[2][5]
- XVI secolo, "San Benedetto fra San Placido e San Mauro", dipinto su tavola, opera documentata nella chiesa di San Gregorio.[4][6][7][8]
- XVI secolo, "Vergine", dipinto su tavola, opera documentata nella chiesa del Conservatorio di Santa Elisabetta.[4]
- XVI secolo, "San Simone e San Giuda", dipinto su tavola, opera documentata nell'Oratorio dei Bianchi e custodita nel Museo regionale.[4]
- XVI secolo, "Vergine con San Pietro e Paolo", dipinto su tavola, opera documentata nell'Oratorio di San Rocco.[4]
- XVI secolo, "San Cristoforo", dipinto su tavola, opera documentata nella chiesa di San Cristoforo.[4]
- XVI secolo, "Vergine e Sant'Onofrio", dipinto su tavola, opera documentata nella chiesa di Sant'Onofrio.[4]
- XVI secolo, "Presentazione", dipinto su tavola raffigurante la Vergine Maria con Maria Maddalena, San Benedetto, San Placido, opera documentata nella chiesa dell'Elenuccia.[2]
- XVI secolo, "Tutti i Santi", dipinto su tavola, opera documentata nella chiesa di San Domenico.[2]
- XVI secolo, "Vergine dell'Itria", dipinto su tavola, opera documentata nella chiesa dell'Itria all'Ospedale.[2]
- XVI secolo, "Vergine con Santa Chiara e San Francesco", dipinto su tavola, opera documentata nella chiesa di San Sebastiano.[2]
- XVI secolo, "San Nicolò", dipinto su tavola con quadretti, opere documentate nella chiesa di Santa Lucia all'Ospedale.[2]
- 1591, "Vergine con San Placido", dipinto su tavola con quadretti, opera documentata nella chiesa di Santa Lucia all'Ospedale.[2]
- XVI secolo, "Madonna della Vittoria", dipinto su tavola, opera documentata nella chiesa della Madonna della Vittoria.[2]
- XVI secolo, "Natività", dipinto su tavola, opera documentata nella chiesa di San Domenico.[2]
- XVI secolo, "Santa Barbara", dipinto su tavola, opera documentata nella chiesa di Santa Barbara degli Artiglieri.[9]
- XVI secolo, "Sant'Orsola e compagni", dipinto su tavola, opera documentata nell'Oratorio di Sant'Orsola.[9]
- XVI secolo, "Santa Maria Romanella", dipinto su tavola, opera documentata nella chiesa di San Filippo d'Agira di Messina.[9]
- XVI secolo, "Vergine del Rosario", dipinto su tavola, opera documentata nella chiesa di San Francesco.[9]
- XVI secolo, "San Benedetto e San Sebastiano", dipinto su tavola, opera documentata nella chiesa di San Girolamo.[9]
- XVI secolo, "San Francesco", dipinto su tavola, opera documentata nella chiesa di Santa Maria di Gesù Superiore.[9]
- XVI secolo, "Presentazione di Gesù", dipinto su tavola, opera documentata nella chiesa di Santa Maria di Gesù Superiore.[9]
- XVI secolo, "Santa Maria Maddalena", dipinto, opera documentata nel monastero di Santa Maria Maddalena di Valle Giosafat.[10]

#### Castroreale
- 1587, "San Leonardo da Porto Maurizio", dipinto su tavola, opera documentata nella chiesa del Santissimo Salvatore e custodita nella Pinacoteca di Santa Maria degli Angeli.[11]

### Provincia di Trapani
- 1593, "Purificazione della Vergine", dipinto su tavola, opera custodita nella cattedrale di San Tommaso di Canterbury di Marsala.[12]

### Estero
- XVI secolo, Beata Vergine Maria ritratta con San Giovanni Battista e Santa Lucia, dipinto su tavola, opera documentata nella chiesa di Sarria a Floriana.[13]
- XVI secolo, "Madonna della flotta", dipinto, opera esposta al Fine Arts Museum di La Valletta.